# Ангел Христов (революционер)
Ангел Христов Тодоров е български революционер, деец на Вътрешната македоно-одринска революционна организация.

## Биография
Ангел Христов е роден в 1870 година в битолското село Горно Оризари, тогава в Османската империя. Влиза във ВМОРО в 1900 година, посветен от Александър Евтимов. Взима участие в пренасянето и укриването на оръжие. При избухването на Илинденско-Преображенското въстание през лятото на 1903 година е в четата на Георги Сугарев и Борис Сарафов, с която участва в сраженията до края на въстанието.
След въстанието е терорист на организацията.
При избухването на Балканската война в 1912 година е доброволец в Македоно-одринското опълчение на Българската армия и влиза в четата на войводата Алексо Стефанов, а по-късно е IV Битолска дружина. Награден е с кръст „За храброст“.
На 5 март 1943 година, като жител на Битоля, подава молба за българска народна пенсия, която е одобрена и пенсията е отпусната от Министерския съвет на Царство България.